# John Henderson (dartsjátékos)
John Henderson (Aberdeen, 1973. május 4. –) skót dartsjátékos. 2002 és 2003 között, majd 2011-től 2024-ig a Professional Darts Corporation tagja. 2004-től 2010-ig a British Darts Organisation versenyein indult. Beceneve "Highlander".

## Pályafutása

### BDO
Henderson 2002 és 2003 között a PDC versenyein indult, de mivel nem volt túl eredményes számára ez az időszak, ezért 2004-től átszerződött a BDO-hoz, ahol egészen 2011-ig indult versenyeken.
A BDO-nál két világbajnokságon indult (2005-ben és 2010-ben), ahol mindkétszer a második körig sikerült eljutnia. A BDO nagytornáin ezek voltak a legjobb eredményei, emellett néhány kisebb versenyt sikerült megnyernie.

### PDC
Miután visszatért 2011-ben a PDC-hez, rögtön első világbajnokságán 2012-ben 3–0-ra kapott ki az első körben John Part ellen. A következő (2013) világbajnokságra nem sikerült kvalifikálnia magát, de 2014-ben már újra részt vehetett a vb-n. Ezúttal a második körig tudott eljutni, ahol 4–3-as vereséggel búcsúzott Mark Webster ellen. 2015-től kezdve 2017-ig az első körben kiesett a világbajnokságokon, miközben komolyabb eredményei közé lehet sorolni a 2015-ös Európa-bajnokságon elért negyeddöntőt, valamint a 2017-es World Grand Prix-n elért elődöntőt. Utóbbin legyőzte Michael van Gerwen-t és Raymond van Barneveld-et is.
A 2018-as világbajnokságon a második körben a negyedik helyen kiemelt Daryl Gurney-t sikerült legyőznie 4–2-re, majd a következő körben 4–1-re kapott ki a későbbi világbajnok Rob Cross-tól.
2021-ben Peter Wrighttal párban megnyerte Skócia számára a csapatvilágbajnokságnak számító World Cup of Dartsot. A döntőben Ausztriát győzték le 3–1 arányban.

## Világbajnoki szereplései

### BDO
- 2005: Második kör (vereség  Martin Adams ellen 2–3)
- 2010: Második kör (vereség  Scott Waites ellen 1–4)

### PDC
- 2012: Első kör (vereség  John Part ellen 0–3)
- 2014: Második kör (vereség  Mark Webster ellen 3–4)
- 2015: Első kör (vereség  Vincent van der Voort ellen 2–3)
- 2016: Első kör (vereség  Darren Webster ellen 1–3)
- 2017: Első kör (vereség  Andrew Gilding ellen 2–3)
- 2018: Harmadik kör (vereség  Rob Cross ellen 1–4)
- 2019: Harmadik kör (vereség  Michael Smith ellen 2–4)
- 2020: Harmadik kör (vereség  Gerwyn Price ellen 0–4)
- 2021: Második kör (vereség  Jonny Clayton ellen 1–3)

### WSDT
- 2024: Győztes ( Colin McGarry ellen 5–0)
- 2025: Negyeddöntő (vereség  Derek Coulson ellen 1–3)

## Tornagyőzelmei

### PDC
PDC Challenge Tour
- Challenge Tour: 2023 (x2)

PDC-csapatvilágbajnokság
- PDC World Cup of Darts (csapat): 2021

### Egyéb tornagyőzelmek
- Belgium Open: 2009
- British Open: 2008
- Didam Open: 2009
- German Open: 2009
- Granite City Open: 2003
- Hal Open: 2010
- Scotland National Championships: 2009
- Scottish Masters: 2004
- Inverurie/Old Meldrum Open: 2002
- MODUS SUPER SERIES Week 12: 2023
- World Seniors Target Open Series: 2024

## Döntői

### PDC csapatversenyek: 1 döntős szereplés
| Eredmény | Sorszám | Év   | Bajnokság          | Ország | Csapattárs   | Ellenfél a döntőben                                | Pontok  |
| Győztes  | 1.      | 2021 | World Cup of Darts | Skócia | Peter Wright | Ausztria (Mensur Suljović és Rowby-John Rodriguez) | 3–1 (m) |

1. ↑  (l) = pontszám legekben, (sz) = pontszám szettekben, (m) = pontszám mérkőzésekben.